# Departamento de Servicios Correccionales de Nebraska
El Departamento de Servicios Correccionales de Nebraska (idioma inglés: Nebraska Department of Correctional Services, NDCS) es una agencia de Nebraska en los Estados Unidos. Tiene su sede en el Edificio n.º 1 del Lincoln Regional Center en Lincoln. El departamento gestiona prisiones y cárceles.

## Prisiones
- Community Corrections Center - Lincoln
- Community Corrections Center - Omaha
- Diagnostic & Evaluation Center
- Lincoln Correctional Center
- Nebraska Correctional Center for Women
- Nebraska Correctional Youth Facility
- Nebraska State Penitentiary
- Omaha Correctional Center
- Tecumseh State Correctional Institution
- Work Ethic Camp